# Schistura bucculenta
Schistura bucculenta är en fiskart som först beskrevs av Smith, 1945.  Schistura bucculenta ingår i släktet Schistura och familjen grönlingsfiskar. IUCN kategoriserar arten globalt som livskraftig. Inga underarter finns listade i Catalogue of Life.